# Frank Kelly Freas
Frank Kelly Freas (Hornell, 1922. augusztus 27. – Los Angeles, 2005. január 2.) népszerű fantasy és sci-fi témákban alkotó illusztrátor. A karrierje több mint ötven évet ölel fel. Fotográfus szülők gyermekeként született, és Kanadában nőtt fel. A második világháborúban felderítőként dolgozott a légierőnél, majd a bombázók orrát festette. A pittsburghi Művészeti Intézetben tanult, majd egy ideig a reklámszakmában dolgozott. 1950-ben készítette el az első fantasy magazin borítóját. A rajzai magazinok és könyvek borítóját illusztrálták, de a szatirikus humormagazin, a MAD több kiadásában is közreműködött. Számos gyűjtemény jelent meg a munkáiból, többször rendezett kiállítást, és előadásokat is tartott. Ő volt az első, aki tíz Hugo-díjat kapott. Az ő illusztrációja szerepelt a Queen rockegyüttes 1977-es News of the World albumának borítóján.

## Források

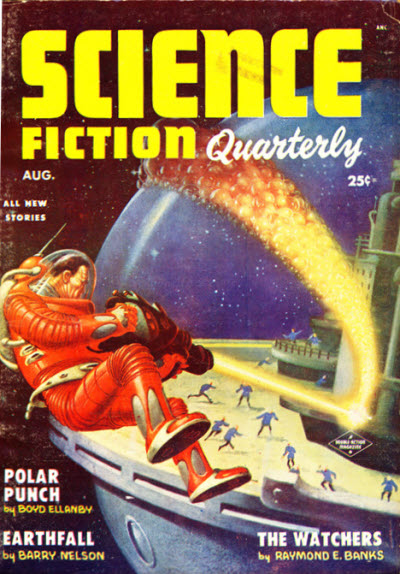
Science Fiction Quarterly, 1954 augusztus